# کالین بولتون
کالین بولتون (انگلیسی: Colin Boulton؛ زادهٔ ۱۲ سپتامبر ۱۹۴۵) بازیکن فوتبال اهل بریتانیا است.
از باشگاه‌هایی که در آن بازی کرده‌است می‌توان به باشگاه فوتبال لینکولن سیتی، باشگاه فوتبال دربی کانتی و باشگاه فوتبال ساوت‌همپتون اشاره کرد.